# 더 매니 세인츠 오브 뉴어크
더 매니 세인츠 오브 뉴어크(The Many Saints of Newark)는 앨런 테일러가 연출하고 데이비드 체이스와 로런스 코너가 각본을 맡은 2021년 미국 범죄, 드라마 영화이다. 체이스의 HBO 범죄 드라마 소프라노스의 프리퀄로, 1960년대와 70년대 뉴저지주 뉴어크를 배경으로 한다. 알레산드로 니볼라 등이 출연하였다.

## 출연
- 알레산드로 니볼라
- 레슬리 오덤 주니어
- 존 번솔
- 코리 스톨
- 제임스 갠돌피니
- 빌리 매그너슨
- 존 머가로
- 레이 리오타
- 비라 파미가
- 탈리아 볼섬
- 퍼티나 밀러
- 조이 코코 디애즈
- 마이클 임피리올리